# Дойчов остров
До̀йчов остров е малък остров в река Дунав, част от територията на България. Разположен е северозападно от остров Батин.
На 27 декември 2007 г. островът е обявен за защитена местност с площ 16,05 хектара. Целта на създаването му е опазване и поддържане на крайречни заливни гори, доминирани от бяла върба (Salix alba), бяла топола (Populus alba) и черна топола (Populus nigra), места (затони) за размножаване на консервационно значими видове риба и опазване на местообитанията на морския орел (Haliaeetus albicilla), малка бяла чапла (Egretta garzetta), сива чапла (Ardea cinerea), червена чапла (Ardea pupurea), нощна чапла (Nycticorax nycticorax).
Островът е част и от защитената зона по директивата за птиците от Натура 2000 Рибарници Мечка.
В защитената зона се забранява:
- промяна на предназначението и начина на трайно ползване на имотите;
- посещения с изключение на такива, свързани с научноизследователска и образователна цел и провеждане на дейности по стопанисване и охрана;
- всякакво строителство, включително и временно;
- разкриване на кариери и добив на инертни материали на острова и в периметър 500 m около острова;
- всякакви дейности, с които се изменя естественият облик на местността или водният ѝ режим;
- провеждането на всякакъв вид сечи, с изключение на сечи за премахване на неместни дървесни и храстови видове, извън гнездовия период на птиците (1 януари – 1 септември);
- събиране на растителни и животински видове;
- ловуването, освен санитарен отстрел на дива свиня;
- горскостопански мероприятия с изключение на сечи за премахване на неместни дървесни и храстови видове, извън гнездовия период на птиците (1 януари – 1 септември);
- внасяне на неместни растителни и животински видове;
- заравняване, разрушаване или прекъсване на връзката на съществуващите затони с главното течение на река Дунав;
- палене на огън и опожаряване на растителността;
- риболов във временни и постоянни затони, както и от брега на острова.[1]